# Hans-Wolfgang Krautz
Hans-Wolfgang Krautz (* 16. Juni 1948 in Frankfurt am Main; † 17. Januar 2003) war ein deutscher Altphilologe und Philosoph.

## Leben und Werk
Krautz unterrichtete seit den 60er Jahren die Fächer Griechisch, Latein, Deutsch und Philosophie am altsprachlichen Heinrich-von-Gagern-Gymnasium in Frankfurt am Main. Zum Sommersemester 2001 wurde er als Dozent für die Alten Sprachen im Fachbereich Evangelische Theologie an die Universität Frankfurt am Main berufen. Zu seinen Lehrinhalten zählten Lektüre und hermeneutische Untersuchungen. Am 17. Januar 2003 starb Krautz.
Schon als Gymnasiallehrer machte sich Krautz mit zahlreichen Übersetzungen aus den Alten Sprachen einen Namen (unter anderem Epikur und Platons Protagoras). Besonders bekannt ist seine Übersetzung des Abaelard, die als die bedeutendste deutsche Übersetzung der Werke des Frühscholastikers gilt. Am 8. Januar 2002 organisierte Krautz in Frankfurt eine Vortragsveranstaltung deutschsprachiger Abaelard-Übersetzer.